# Clàudia (prenom)
Clàudia és un nom de fonts femení. Prové del llatí Claudia, que era el nom gentilici emprat per totes les dones de la gens Clàudia; en origen, Claudius /-a significà 'coix'.

## Variants
En la major part de llengües europees s'escriu igual, amb diacrític o sense. En qualque llengua, com el polonès, l'hongarès i el basc, s'escriu Klaudia; en alemany existeixen les dues formes. En rus i altres llengües eslaves és Клавдия / Klavdija, i en grec és Κλαυδία. En francès és Claudie, i té els hipocorístics Claudette i Claudine. Aquest darrer ha donat lloc a l'hipocorístic Dina.
En llatí era molt comuna la variant Clodia, que no ha passat a les llengües modernes. A Gal·les, el nom de Gladys s'ha associat tradicionalment al llatí Clàudia.

## Origen i difusió
En llatí, Claudia era el nom gentilici emprat per totes les dones de la gens Clàudia, i és el masculí de Claudius; en origen, Claudius/-a significà 'coix', però també es podria tractar d'una etimologia popular i que en realitat fos un antropònim etrusc. A l'antiguitat, era portat per totes les dones de la gens Clàudia, però cap al segle iii les pràctiques onomàstiques ja havien canviat molt i a partir de llavors era posat com a nom de fonts sense cap referència als Claudis.
Tot i que ja és present en el Nou Testament i existeixen màrtirs amb el nom de Clàudia, en el món cristià no fou mai comú en tota l'edat mitjana, i les primeres Clàudies no apareixen fins al Renaixement. En qualsevol cas, no fou gaire comú fins al segle xx, i a l'estat espanyol no es popularitzà fins als anys vuitanta.

## Santoral
- Clàudia Pròcula, nom que la tradició dona a l'esposa de Ponç Pilat, considerada santa en el cristianisme ortodox: 27 octubre (Església Ortodoxa), 25 juny (Església Etíop)
- Clàudia Rufina o Clàudia Matrona,[en] dona britànica que la tradició identifica amb una filla del cabdill britànic Caratac, entre d'altres: 6 agost[4]
- Clàudia de Roma,[pol] dona que apareix en la Segona carta a Timoteu (4:21) i que la tradició identifica amb l'esposa de Pudent de Roma, amb la mare de Linus (segons les Constitucions Apostòliques), amb Clàudia Rufina, amb la filla de Caratac o amb tots quatre alhora: 7 agost[5]
- Clàudia d'Ancira, màrtir durant la persecució de Dioclecià a Ancira: 18 maig (Església Catòlica), 19 maig (Església Ortodoxa), 22 maig (Església Armènia)
- Clàudia d'Amisos,[it] màrtir durant la persecució de Dioclecià a Amisos: 20 març[6]
- Clàudia d'Etiòpia, màrtir: 2 gener[7]
- Santa Gladys,[en] reina de Gal·les (segle vi): 29 març
- Santa Claudina Thévenet (1774 - 1837), fundadora de la Congregació de Religioses de Jesús-Maria: 3 febrer
- Beata Claudia Weinhardt (1600-1643), clarissa a Bressanone (Tirol del Sud): 28 desembre[8]

## Persones
- Clàudia d'Orleans (1499 - 1524), filla de Lluís XII i esposa de Francesc I
- Clàudia de França (1547 - 1575), filla d'Enric II i neta de Clàudia d'Orleans
- Claudia Sessa (1570 - 1617), monja i compositora italiana
- Claudia Rusca (1593 - 1676), compositora i cantant italiana
- Clàudia de Mèdici (1604 - 1648), filla de Ferran I de Mèdici, Gran Duc de Toscana
- Clàudia de Lorena (1612 - 1648), filla d'Enric II, duc de Lorena
- Claudia Muzio (1889 - 1936), soprano italiana
- Klàvdia Plótnikova (1893 - 1989), darrera parlant de kamassià, una llengua samoieda
- Claudia Testoni (1915 - 1988), atleta italiana
- Klàvdia Netxàieva (1916 - 1942), militar soviètica
- Klàvdia Fomitxova (1917 - 1958), militar soviètica
- Klavdia Totxónova (1921 - 2004), atleta soviètica
- Claudia Parada (1927 - 2016), soprano xilena
- Claudia Andujar (1931), fotògrafa brasilera
- Claudia Cardinale (1938), actriu italiana
- Klàvdia Boiàrskikh (1939 - 2009), esquiadora soviètica
- Clàudia d'Orleans (1943), duquessa d'Aosta
- Claudia von Werlhof (1943), sociòloga alemanya
- Claudia Weill (1947), directora nord-americana
- Klavdija Koženkova (1949), remadora soviètica
- Claudia Kolb (1949), nedadora nord-americana
- Claudia Lux (1950), bibliotecària alemanya
- Cláudia Celeste (1952 - 2018), actriu brasilera
- Claudia Wunderlich (1956), jugadora d'handbol de la RDA
- Claudia Di Girolamo (1956), actriu xilena
- Claudie Haigneré (1957), política francesa
- Claudia Piñeiro (1960), escriptora argentina
- Claudia Montero (1962 - 2021), compositora argentina
- Claudia Sheinbaum (1962), política mexicana
- Claudia Kohde-Kilsch (1963), tenista i política alemanya
- Claudia Rankine (1963), escriptora jamaicana
- Claudia Chiarelli (1964), lluitadora italiana
- Claudia Koll (1965), actriu italiana
- Claudia Bandion-Ortner (1966), política austríaca
- Claudia Paz y Paz (1967), jurista guatemalenca
- Claudia Amengual Puceiro (1969), escriptora uruguaiana
- Claudia Schiffer (1970), model alemanya
- Claudia López Hernández (1970), política colombiana
- Claudia Gray (1970), escriptora nord-americana
- Klaudia Tanner (1970), política austríaca
- Claudia Pechstein (1972), patinadora alemanya
- Claudia Black (1972), actriu australiana
- Claudia Poll Ahrens (1972), nedadora costa-riquenya
- Claudia Lehmann (1972), ciclista alemanya
- Claudia Conserva (1974), actriu uruguaiana
- Clàudia Pons Moll (1975), lingüista menorquina
- Claudia Fernández (1976), model uruguaiana
- Claudia Llosa (1976), directora peruana
- Claudia Bassols Alonso (1979), actriu catalana
- Claudia Abend (1979), directora uruguaiana
- Claudia La Gatta (1979), actriu veneçolana
- Cláudia Leitte (1980), cantant brasilera
- Clàudia Cos, actriu catalana
- Claudia Alonso Rojas (1981), política espanyola
- Claudia Sainte–Luce (1982), directora mexicana
- Clàudia Cedó i Castillo (1983), dramaturga catalana
- Claudia Balderrama (1983), atleta boliviana
- Claudia Malzahn (1983), lluitadora alemanya
- Klaudia Jans-Ignacik (1984), tenista polonesa
- Clàudia Pons i Xandri (1984), futbolista catalana
- Claudia Durastanti (1984), escriptora italiana
- Claudia Kim (1985), actriu coreana
- Claudia Lichtenberg (1985), ciclista alemanya
- Clàudia Galicia Cotrina (1986), esportista catalana
- Claudia Huaiquimilla (1987), directora xilena
- Clàudia Massó i Fontàs (1987), política catalana
- Claudia Rivas (1989), atleta mexicana
- Clàudia Masdéu (1990), advocada catalana
- Clàudia Miret i Molins (1993), jugadora d'hoquei sobre patins catalana
- Clàudia, personatge de ficció de la novel·la Màrmara (1994) de Maria de la Pau Janer
- Clàudia Vilà i Barnés (1994), gimnasta catalana
- Claudia Salas (1994), actriu espanyola
- Clàudia Dasca i Romeu (1994), nedadora catalana
- Clàudia Rius i Llorens (1994), periodista catalana
- Clàudia Tremps Pérez (1996), esportista catalana
- Clàudia Sabata Font (1996), esportista catalana
- Clàudia Riera i Bertran (1996), actriu catalana
- Claudia Vega (1999), actriu catalana
- Clàudia Pina i Medina (2001), futbolista catalana
- Clàudia Xiva (2002), cantant catalana
- Claudia Contell Sanchis (2003), jugadora de bàsquet valenciana

Vegeu també Claudette, Claudine i Gladys